# Greatest Hits (The Jam)
Greatest Hits è un album compilation del gruppo musicale The Jam, pubblicato nel 1991.
Il disco contiene i 18 singoli della band, oltre a Precious (pubblicata come doppio A-side con Town Called Malice). Include inoltre entrambi i singoli entrati nelle classifiche britanniche senza che fossero venduti in Gran Bretagna (sono entrati in classifica dopo un'importazione massiccia dall'Europa continentale).

## Tracce
1. In the City
2. All Around the World
3. The Modern World
4. News of the World
5. David Watts
6. Down in the Tube Station at Midnight
7. Strange Town
8. When You're Young
9. The Eton Rifles
10. Going Underground
11. Start!
12. That's Entertainment
13. Funeral Pyre
14. Absolute Beginners
15. Town Called Malice
16. Just Who Is the 5 O'Clock Hero?
17. Precious
18. The Bitterest Pill (I Ever Had to Swallow)
19. Beat Surrender

## Formazione
- Paul Weller - voce, chitarra
- Bruce Foxton - basso
- Rick Buckler - batteria